# Château de Dehault
Pour les articles homonymes, voir Dehault (homonymie).
Le château de Dehault est situé sur la commune de Dehault, dans le département de la Sarthe. Le monument fait l’objet d’une inscription au titre des monuments historiques depuis le 29 décembre 1981,. Propriété privée, les extérieurs et le pigeonnier peuvent être visités.

## Historique
Le manoir a été construit entre 1504 et 1508 par Richard Lemoyne, secrétaire de Louis XII. En 1647 la propriété est acquise par Jean-Baptiste Boësset, seigneur de Villedieu, surintendant de la musique de chambre de Louis XIV et anobli en 1664. Il a été remanié au XVIIIe siècle.
Le bâtiment conserve l'aspect général des manoirs de la fin du Moyen Âge dans le Maine avec sa tour d'escalier octogonale en milieu de façade, son chartrier, sa boulangerie, son four à pain et son espace de commodités.
Aux côtés du bâtiment se trouve l'ancienne tour de défense transformée en pigeonnier en 1609, date indiquée sur le linteau de porte d'accès. 1 100 cases, appelées boulins constituent le mur intérieur, flanqué de meurtrières. 

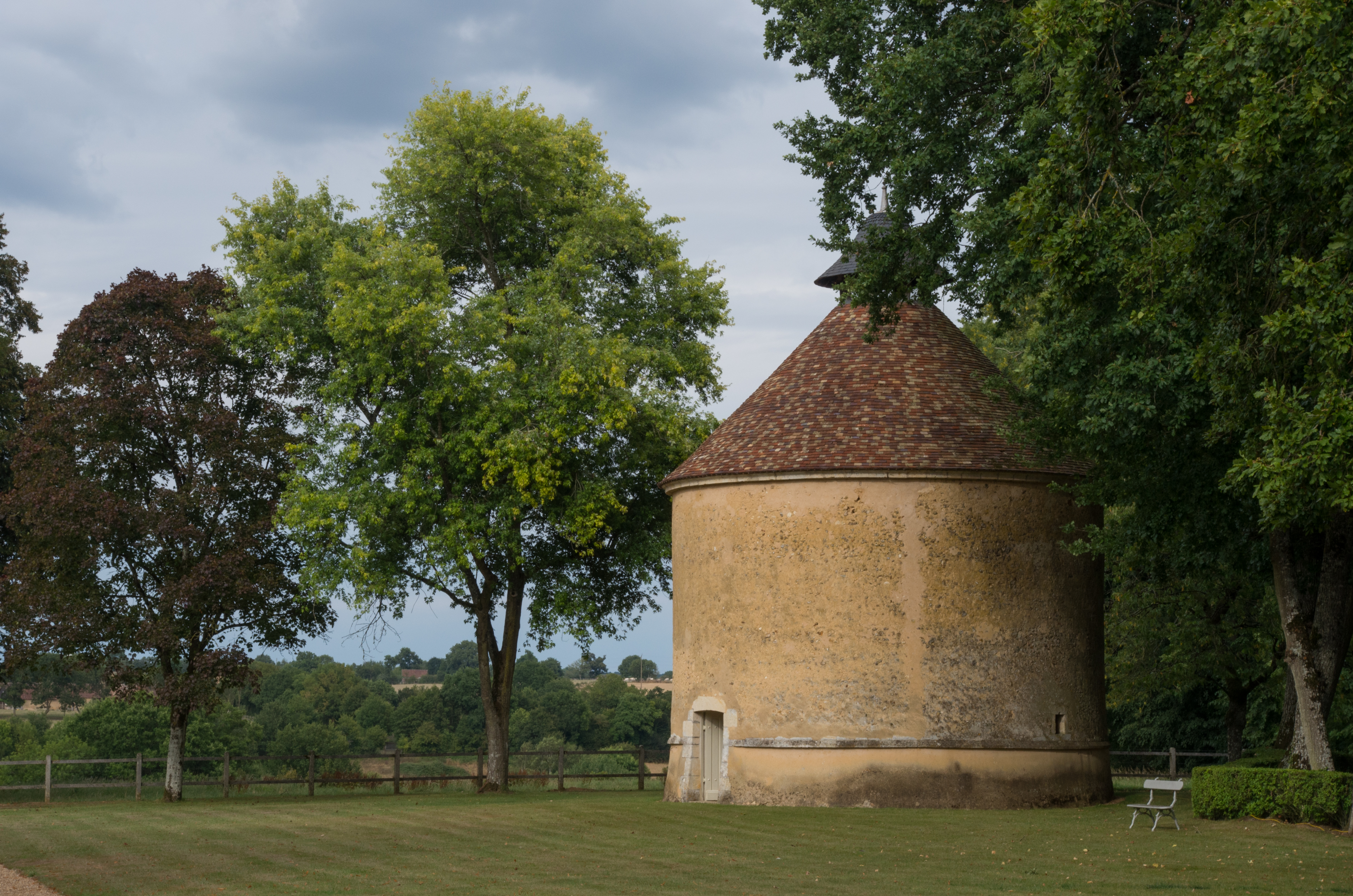
Le pigeonnier.
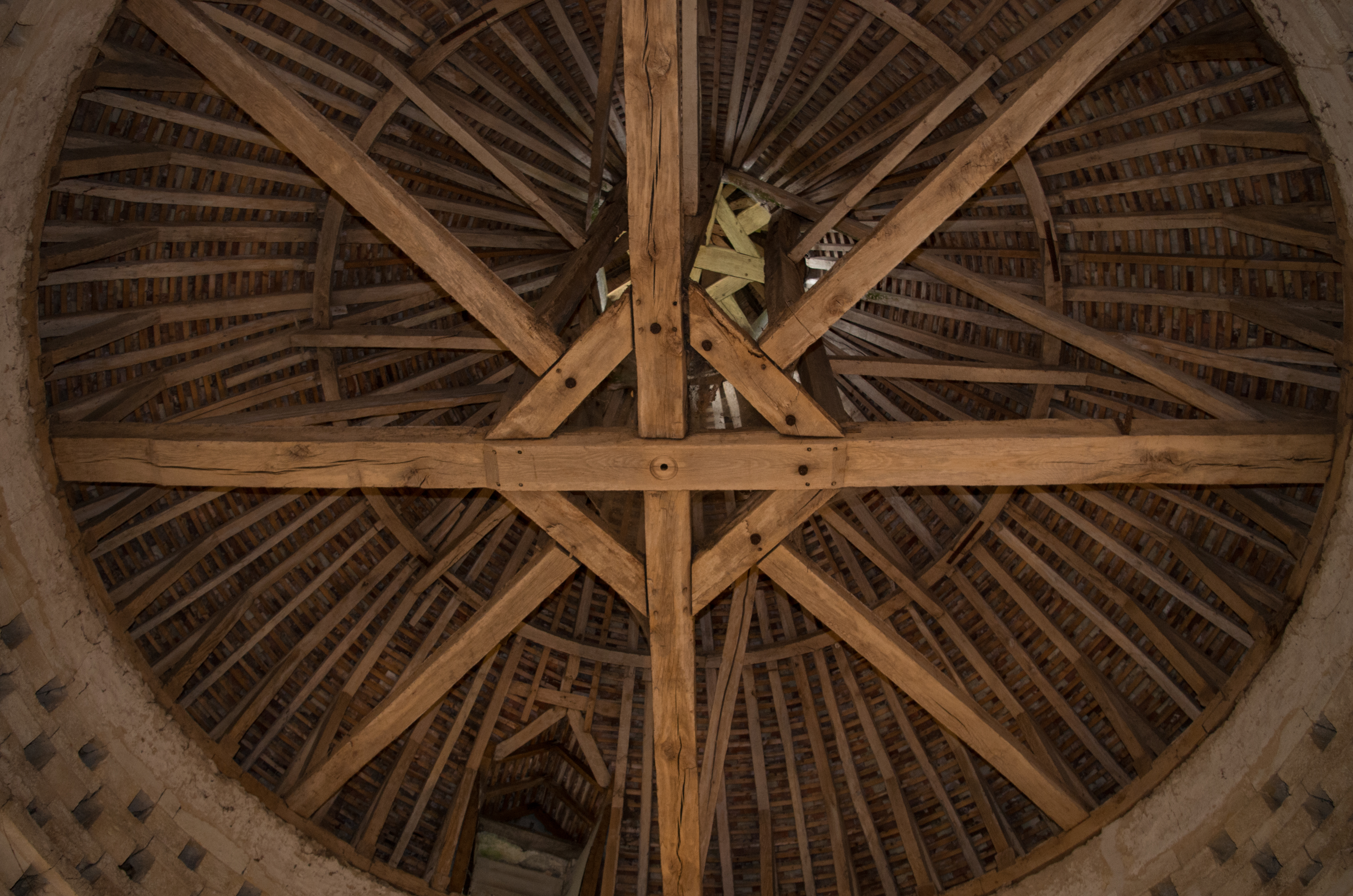
La charpente du pigeonnier.
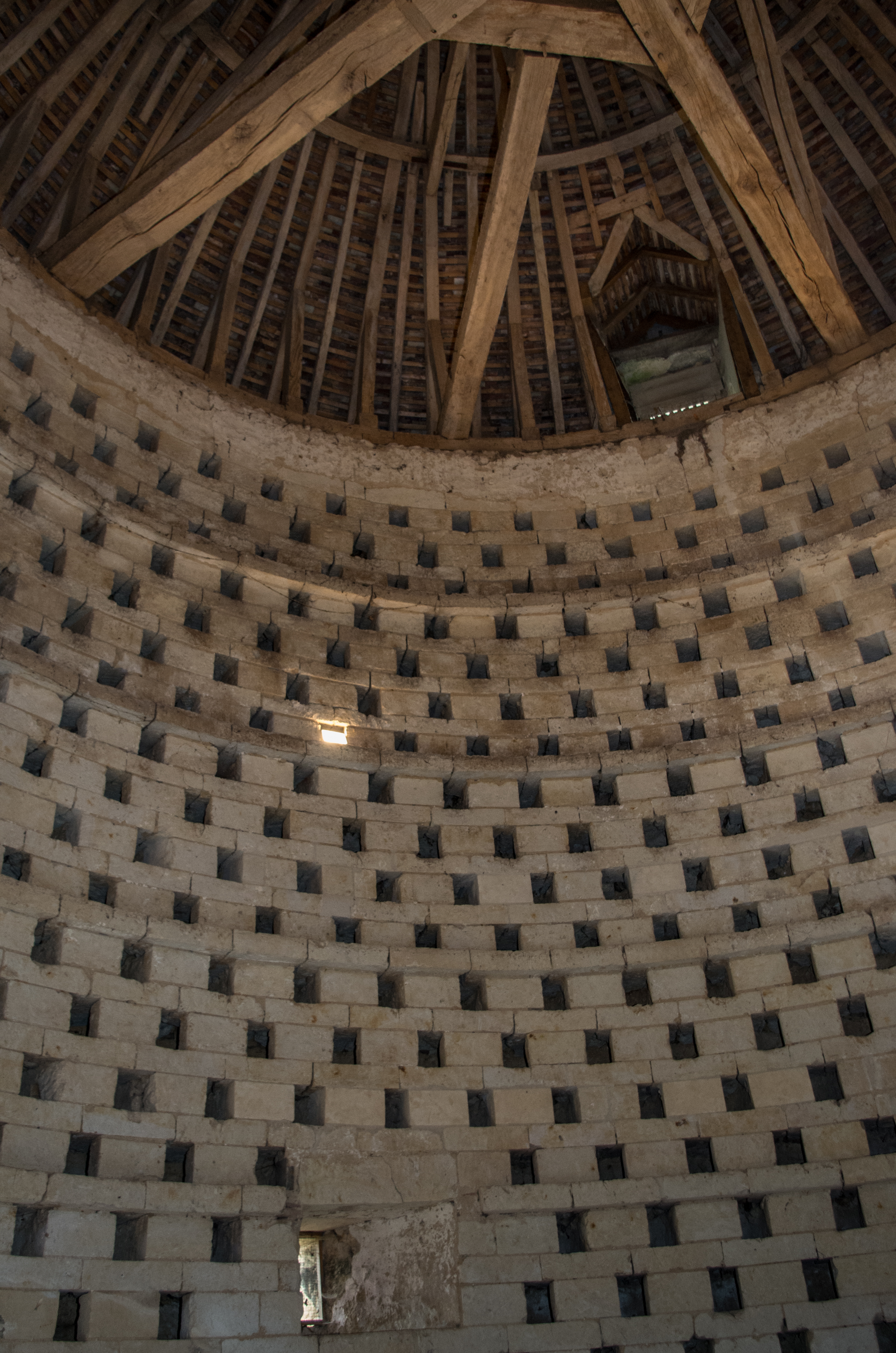
Les boulins du pigeonnier.
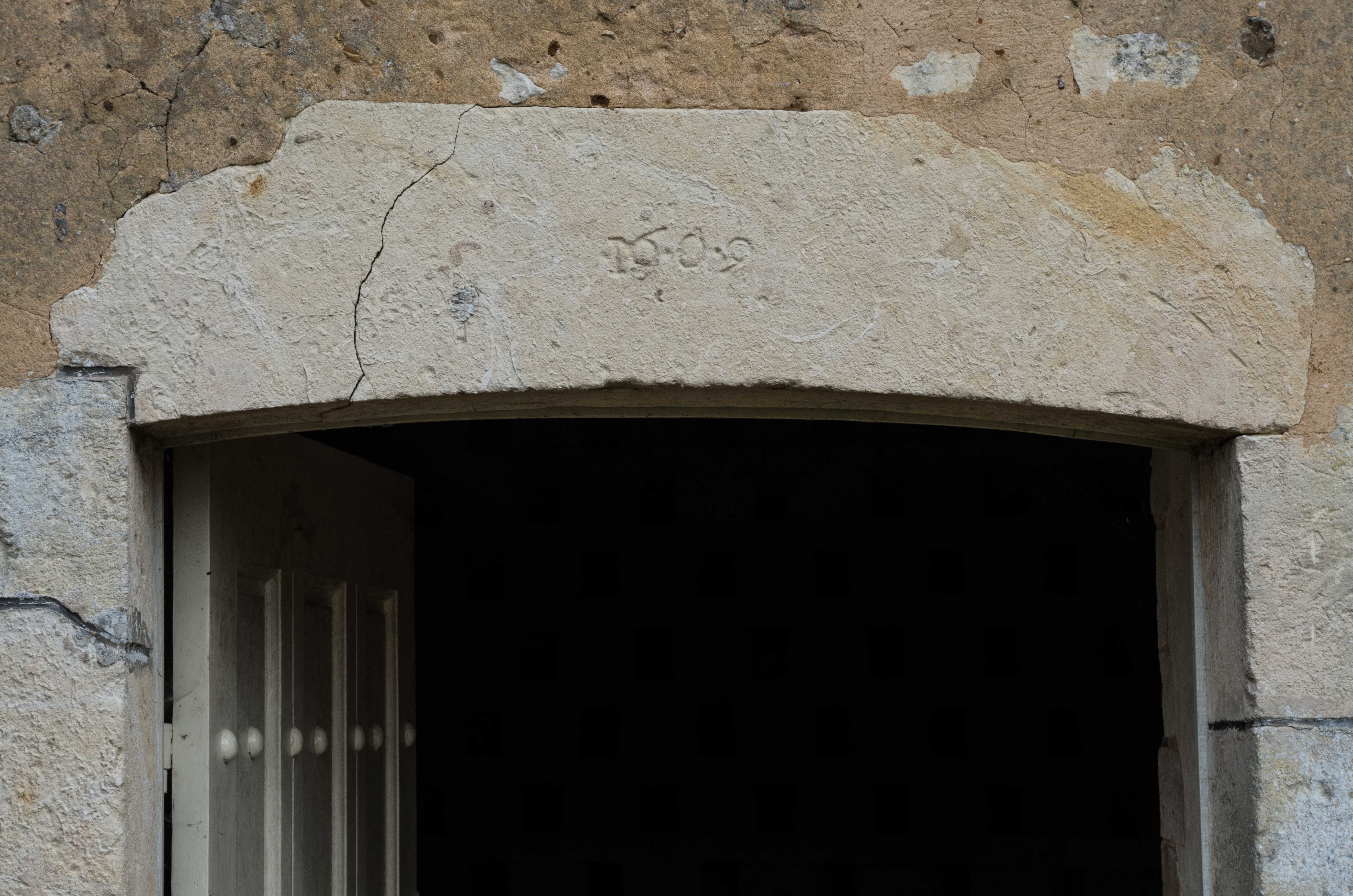
Le linteau du pigeonnier.
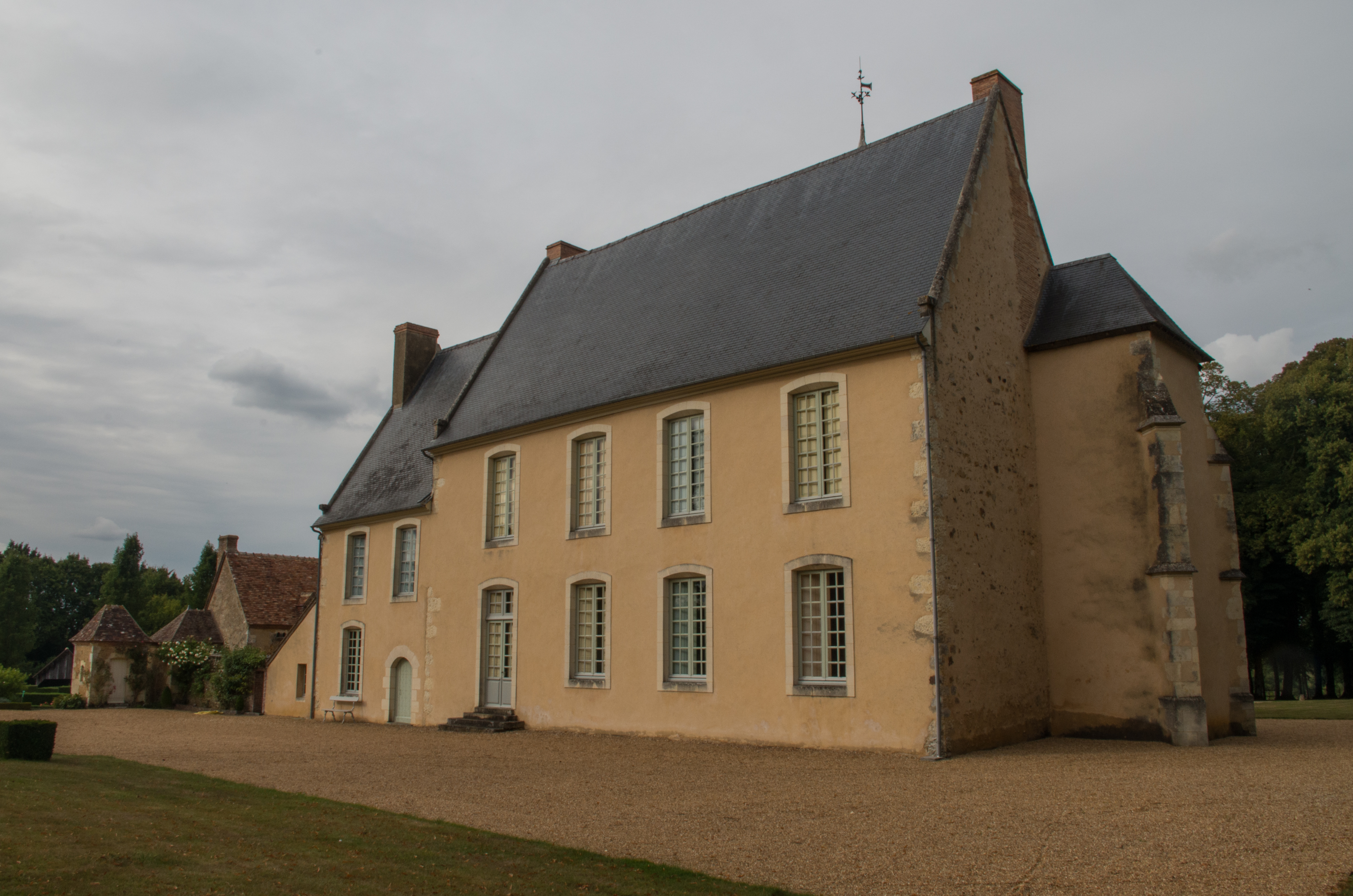
La façade ouest du château.
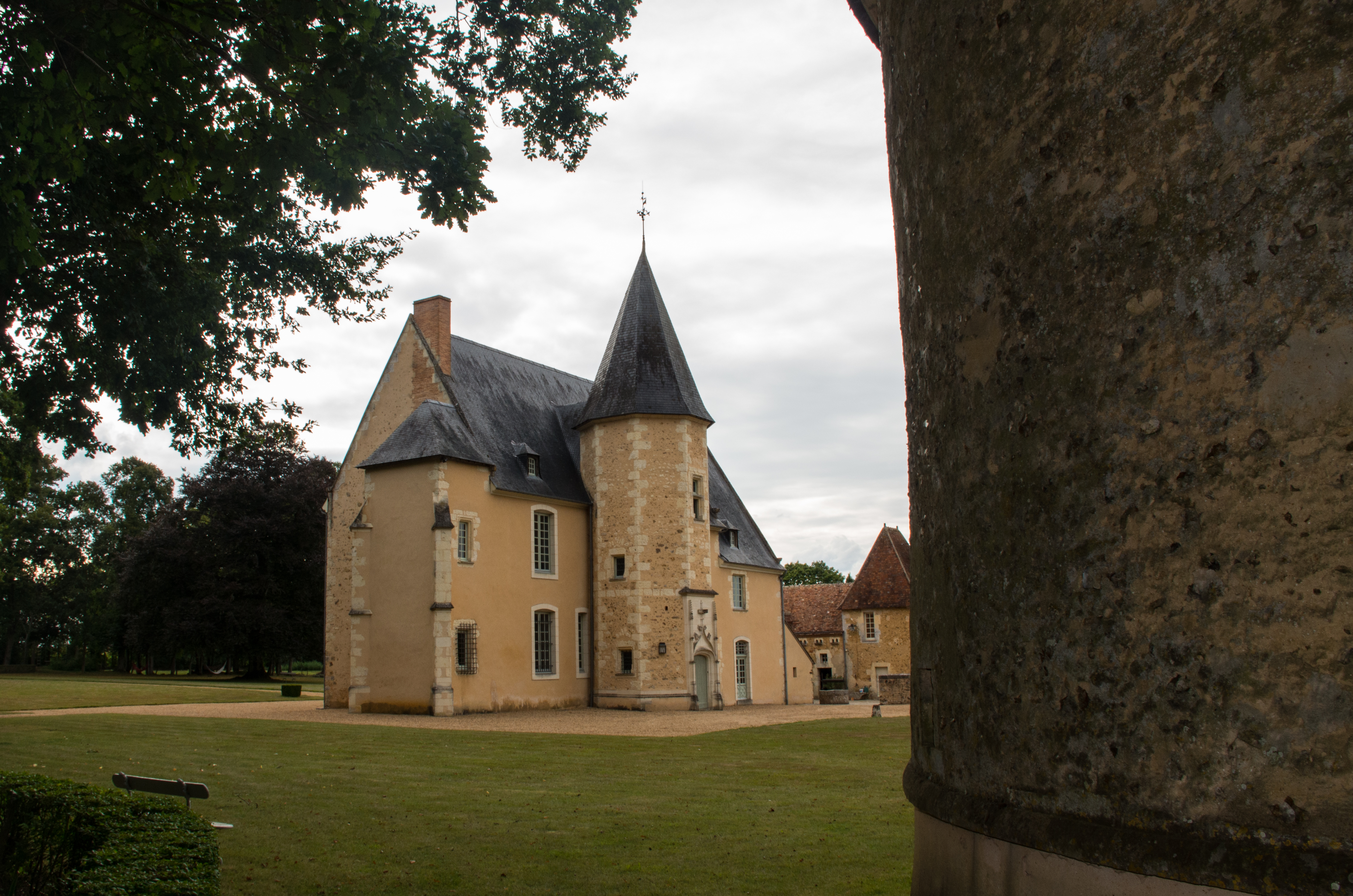
La vue sud-est du château.